# Adult World
Pour plus de détails, voir Fiche technique et Distribution.
Adult World est un film américain réalisé par Scott Coffey, sorti en 2013.

## Synopsis
Amy se croit promise à un grand destin dans le domaine de la poésie. En attendant, pressée par ses parents de trouver un travail, elle devient employée dans un sex shop.

## Fiche technique
- Titre : Adult World
- Réalisation : Scott Coffey
- Scénario : Andy Cochran
- Musique : BC Smith
- Photographie : James Laxton
- Montage : David Heinz et Tina Hirsch
- Production : Manu Gargi, Alex Goldstone, Justin Nappi et Joy Gorman Wettels
- Société de production : Treehouse Pictures, Anonymous Content et Burk A Project
- Société de distribution : IFC Films (États-Unis)
- Pays de production :  États-Unis
- Genre : Comédie dramatique
- Durée : 97 minutes
- Dates de sortie : 
  - États-Unis : 6 octobre 2013 (Festival international du film de Syracuse)
  - États-Unis : 14 février 2014

## Distribution
- Emma Roberts : Amy
- Evan Peters : Alex
- John Cusack : Rat Billings
- Armando Riesco (en) : Rubia
- Shannon Woodward : Candace
- Chris Riggi : Josh
- Scott Coffey : le libraire
- Cloris Leachman : Mary Ann
- John Cullum : Stan
- Catherine Lloyd Burns : Sheryl
- Reed Birney : Todd
- Manu Gargi : M. Shah
- Edward Ellison : Pablo

## Accueil
Le film a reçu un accueil favorable de la part de la presse spécialisée. Il obtient un score moyen de 61 % sur Metacritic.